# Gualba
Gualba est une commune de la province de Barcelone, en Catalogne, en Espagne, de la comarque du Vallès Oriental.